# 唐其勢
唐其勢（？—1335年），元朝時期將領、官員，欽察人，為燕帖木兒之子。
1328年，元泰定帝崩，回回丞相倒剌沙在上都擁立元泰定帝之子元天順帝登基。燕帖木兒留守大都，認為自己受到元武宗的恩寵和提拔，便在大都發動政變，宣佈要擁立元武宗次子元文宗為帝。當時燕帖木兒的弟弟撒敦、兒子唐其勢都留在上都，燕帖木兒密遣塔失帖木兒召之，皆棄其妻子來歸。燕帖木兒以撒敦守居庸關，唐其勢兵屯古北口，並迎元文宗入居大都。十月癸巳，上都兵來犯，唐其勢身先士卒，殺死敵將陽翟王太平，大獲全勝。隨後，燕帖木兒滅上都朝廷，自此燕帖木兒一家專權用事。
1333年五月，燕帖木兒因荒淫過度去世，唐其勢襲封太平王爵位。六月，元惠宗在上都登基稱帝。以撒敦為左丞相、唐其勢為御史大夫。元統二年（1334年）四月，命唐其勢緫管高麗女直漢軍萬戶府達魯花赤。至元元年（1335年）三月，立燕帖木兒女答納失里為皇后。當時撒敦已死，唐其勢被任命為中書左丞相，右丞相伯顏專權用事。唐其勢對此甚為不滿，說：「天下本我家天下也，伯顏何人，而位居吾上！」便與撒敦弟荅里潛蓄異心，交通所親諸王晃火帖木兒，謀援立以危社稷。元順帝多次召見荅里，卻不來謁見。郯王徹徹禿便揭發了他們的陰謀。六月三十日，唐其勢發動叛亂，伏兵於東郊，親自率領勇士突入皇宮之中，伯顏及完者帖木兒、定住、闊里吉思等人襲擊並擒獲了他，唐其勢攀折殿檻不肯出，後被殺死。其弟塔剌海逃往皇后坐下，皇后將其藏在自己的衣服之下，被人發現斬殺，皇后也被抓住赐死。其黨逃往荅里的住所，荅里舉兵響應，為搠思監、火兒灰、哈剌那海等等人所敗，投奔晃火帖木兒，被俘送往上都處死。

## 相關影視作品

### 電視劇
| 年份 | 電視台 | 劇名   | 演員   | 剧中姓名 |
| 2013 | MBC    | 奇皇后 | 金正鉉 | 唐其勢   |

## 延伸阅读
[在维基数据编辑]
 《新元史/卷179》，出自柯劭忞《新元史》